# Aníbal Godoy
Aníbal Casis Godoy Lemus (ur. 10 lutego 1990 w Panamie) – panamski piłkarz występujący na pozycji defensywnego pomocnika. Zawodnik amerykańskiego klubu San Diego FC. Kapitan reprezentacji Panamy.

## Kariera klubowa
Godoy seniorską karierę rozpoczął w 2007 roku w zespole Chepo FC. Następnie grał w Godoy Cruz. W 2013 wyjechał do Węgier, gdzie przez dwa sezony występował w Budapest Honvéd. 
W 2015 trafił do San Jose Earthquakes. W klubie występował do 2019. Od 2018 został wice-kapitanem drużyny. W 2020 został piłkarzem Nashville SC, klubu, który debiutował w MLS w tym roku.

## Kariera reprezentacyjna
W reprezentacji Panamy Godoy zadebiutował w 2010 roku. Pierwszą bramkę w kadrze zdobył 14 listopada 2014 w meczu z Salwadorem. W 2011 roku został powołany do kadry na Złoty Puchar CONCACAF. Występował również na Złotym Pucharze 2013 i 2015, gdzie sięgał odpowiednio po srebrny i brązowy medal. Grał również na Złotym Pucharze 2017.
Po historycznym awansie Panamy na Mundial, znalazł się w kadrze na Mistrzostwa Świata 2018. Wystąpił tam we wszystkich spotkaniach. W 2021 został mianowany przez trenera Thomasa Christiansena na kapitana reprezentacji Panamy. Został powołany na Złoty Puchar CONCACAF 2023. Tam jego drużyna zajęła drugie miejsce, ulegając w finale Meksykowi. Znalazł się w kadrze na Copa América 2024, jednak na kilka dni przed turniejem doznał kontuzji, która wykluczyła go z mistrzostw.

## Statystyki

### Klubowe
| Sezon   | Klub                 | Kraj              | Rozgrywki               | Mecze | Gole |
| ------- | -------------------- | ----------------- | ----------------------- | ----- | ---- |
| 2007    | Chepo                | Panama            | Liga Panameña de Fútbol | 3     | 0    |
| 2008    | Chepo                | Panama            | Liga Panameña de Fútbol | 20    | 1    |
| 2009    | Chepo                | Panama            | Liga Panameña de Fútbol | 25    | 3    |
| 2010    | Chepo                | Panama            | Liga Panameña de Fútbol | 11    | 0    |
| 2010/11 | Chepo                | Panama            | Liga Panameña de Fútbol | 31    | 5    |
| 2012/13 | Chepo                | Panama            | Liga Panameña de Fútbol | 20    | 1    |
| 2013/14 | Chepo                | Panama            | Liga Panameña de Fútbol | 3     | 0    |
| 2011/12 | Godoy Cruz (wyp.)    | Argentyna         | Primera División        | 0     | 0    |
| 2013/14 | Budapest Honvéd      | Węgry             | Nemzeti Bajnokság I     | 6     | 0    |
| 2014/15 | Budapest Honvéd      | Węgry             | Nemzeti Bajnokság I     | 18    | 0    |
| 2015    | San Jose Earthquakes | Stany Zjednoczone | Major League Soccer     | 10    | 2    |
| 2016    | San Jose Earthquakes | Stany Zjednoczone | Major League Soccer     | 23    | 1    |
| 2017    | San Jose Earthquakes | Stany Zjednoczone | Major League Soccer     | 26    | 2    |
| 2018    | San Jose Earthquakes | Stany Zjednoczone | Major League Soccer     | 27    | 0    |
| 2019    | San Jose Earthquakes | Stany Zjednoczone | Major League Soccer     | 15    | 0    |
| 2020    | Nashville SC         | Stany Zjednoczone | Major League Soccer     | 20    | 1    |
| 2021    | Nashville SC         | Stany Zjednoczone | Major League Soccer     | 26    | 0    |
| 2022    | Nashville SC         | Stany Zjednoczone | Major League Soccer     | 19    | 1    |
| 2023    | Nashville SC         | Stany Zjednoczone | Major League Soccer     | 23    | 0    |
| 2024    | Nashville SC         | Stany Zjednoczone | Major League Soccer     | 14    | 0    |

Stan na 19 czerwca 2024.

### Reprezentacyjne
| Panama | Panama  | Panama |
| Rok    | Występy | Gole   |
| ------ | ------- | ------ |
| 2010   | 5       | 0      |
| 2011   | 11      | 0      |
| 2012   | 8       | 0      |
| 2013   | 19      | 0      |
| 2014   | 3       | 1      |
| 2015   | 16      | 0      |
| 2016   | 8       | 0      |
| 2017   | 15      | 0      |
| 2018   | 12      | 0      |
| 2019   | 3       | 0      |
| 2020   | 0       | 0      |
| 2021   | 13      | 2      |
| 2022   | 13      | 1      |
| 2023   | 10      | 0      |
| 2024   | 4       | 0      |

Stan na 19 czerwca 2024